# کازانوفکا
کازانوفکا (به لاتین: Kazanovka) یک منطقهٔ مسکونی در روسیه است که در استان آمور واقع شده‌است.